# Шорт-трек на зимних Олимпийских играх 2022 — смешанная эстафета
Соревнования по шорт-треку в эстафете на зимних Олимпийских играх 2022 прошли 5 февраля в Столичном дворце спорта. В соревновании выступили 12 сборных. Квалификация на Игры осуществлялась по итогам четырёх этапов Кубка мира 2021/2022.
Смешанная эстафета на дистанции 2000 Метров была впервые представлена в программе Олимпийских игр.
Китай завоевал золотую медаль. Чемпионами стали Цюй Чуньюй, Фань Кэсинь, Чжан Юйтин, У Дацзин и Жэнь Цзывэй.

## Медалисты
| Золото                                                                 | Серебро | Бронза                                                                                    |
| Китай · Цюй Чуньюй · Фань Кэсинь · У Дацзин · Жэнь Цзывэй · Чжан Юйтин | Италия · Арианна Фонтана · Мартина Вальчепина · Пьетро Сигель · Андреа Кассинелли · Арианна Вальчепина · Юрий Конфортола | Венгрия · Петра Ясапати · Жофия Конья · Шаоанг Лю · Шандор Шаолинь Лю · Джон-Генри Крюгер |

## Расписание
Время местное (UTC+8)
| Дата      | Время | Раунд         |
| --------- | ----- | ------------- |
| 5 февраля | 19:23 | Четвертьфинал |
| 5 февраля | 19:53 | Полуфинал     |
| 5 февраля | 20:18 | Финал         |

## Рекорды
До начала зимних Олимпийских игр 2022 года мировой рекорд был следующим:
| Мировой рекорд     | Республика Корея Ким А Ран Ким Дон Ук Ким Джи Ю Квак Юн Ги | 2:35,951 | Пекин | 24 октября 2021 |
| Олимпийский рекорд | *                                                          | '        |       |                 |

* В связи с тем, что смешанная эстафета в шорт-треке на Олимпийских играх была представлена впервые, рекорд на начало соревнований не установлен.

## Результаты

### Четвертьфинал
В четвертьфинале участвуют 12 сборных, разделённые на 3 забега по 4 страны в каждом. В полуфинал 2 лучшие команды из каждого забега и две лучшие команды из непрошедших по времени из всех забегов.

#### Забег 1
| Место | Спортсмены                                                           | НОК              | Время    | Отставание | Примечание |
| ----- | -------------------------------------------------------------------- | ---------------- | -------- | ---------- | ---------- |
| 1     | Цюй Чуньюй Фань Кэсинь У Дацзин Жэнь Цзывэй                          | Китай            | 2:37,535 | -          | Q          |
| 2     | Арианна Фонтана Арианна Вальчепина Юрий Конфортола Андреа Кассинелли | Италия           | 2:38,308 | -0,773     | Q          |
| 3     | Чхве Мин Джон Ли Ю Бин Хван Дэ Хон Пак Чан Хёк                       | Республика Корея | 2:48,308 | -10,773    |            |
| 4     | Николя Мазур Камила Стормовская Михал Невиньский Лукаш Кучиньский    | Польша           | 2:50,513 | -12,978    |            |

#### Забег 2
| Место | Спортсмены                                                       | НОК        | Время       | Отставание | Примечание |
| ----- | ---------------------------------------------------------------- | ---------- | ----------- | ---------- | ---------- |
| 1     | Сюзанне Схюлтинг Ксандра Велзебур Ицхак де Лаат Йенс Ван т’ Ваут | Нидерланды | 2:36,437 OR | -          | Q          |
| 2     | Кортни Саро Флоренс Брюнелль Стивен Дюбуа Паскаль Дион           | Канада     | 2:36,747    | -0,310     | Q          |
| 3     | Яна Хан Ольга Тихонова Денис Никиша Абзал Ажгалиев               | Казахстан  | 2:43,004    | -6,567     | q          |
| 4     | Тифани Юо-Маршан Гвендолин Доде Себастьен Лепап Квентин Феркок   | Франция    | 2:51,221    | -14,784    |            |

#### Забег 3
| Место | Спортсмены                                                                 | НОК     | Время    | Отставание | Примечание |
| ----- | -------------------------------------------------------------------------- | ------- | -------- | ---------- | ---------- |
| 1     | Петра Ясапати Жофия Конья Шандор Шаолинь Лю Шаоанг Лю                      | Венгрия | 2:38,396 | -          | Q          |
| 2     | Софья Просвирнова Екатерина Ефременкова Семён Елистратов Константин Ивлиев | ОКР     | 2:38,445 | -0,049     | Q          |
| 3     | Кристен Сантос Мааме Бини Эндрю Хо Райан Пивиротто                         | США     | 2:39,043 | -0,647     | q          |
| 4     | Юки Кикути Сумирэ Кикути Кадзуки Ёсинага Кота Кикути                       | Япония  | 2:39,112 | -0,716     |            |

### Полуфинал
В полуфинале участвуют 8 сборных, разделённые на 2 забега по 4 страны в каждом. В финал A выходят по 2 лучших сборных из каждого забега, остальные отправляются в финал B.

#### Забег 1
| Место | Спортсмены                                                         | НОК        | Время    | Отставание | Примечание |
| ----- | ------------------------------------------------------------------ | ---------- | -------- | ---------- | ---------- |
| 1     | Кортни Саро Ким Бутен Жордан Пьер-Жиль Паскаль Дион                | Канада     | 2:36,808 | -          | QA         |
| 2     | Арианна Фонтана Мартина Вальчепина Пьетро Сигель Андреа Кассинелли | Италия     | 2:36,895 | -0,087     | QA         |
| 3     | Яна Хан Ольга Тихонова Денис Никиша Абзал Ажгалиев                 | Казахстан  | 2:42,575 | -5,767     | QB         |
| 4     | Сюзанне Схюлтинг Сельма Паутсма Шинки Кнегт Йенс Ван т’ Ваут       | Нидерланды | 2:51,919 | -15,111    | QB         |

#### Забег 2
| Место | Спортсмены                                                          | НОК     | Время    | Отставание | Примечание |
| ----- | ------------------------------------------------------------------- | ------- | -------- | ---------- | ---------- |
| 1     | Петра Ясапати Жофия Конья Шаоанг Лю Шандор Шаолинь Лю               | Венгрия | 2:38,052 | -          | QA         |
| 2     | Цюй Чуньюй Чжан Юйтин У Дацзин Жэнь Цзывэй                          | Китай   | 2:38,783 | -0,730     | QA         |
| 3     | Софья Просвирнова Елена Серёгина Семён Елистратов Константин Ивлиев | ОКР     | PEN      | -          |            |
| 4     | Кристен Сантос Коринн Стоддард Эндрю Хо Райан Пивиротто             | США     | PEN      | -          |            |

### Финал

#### Финал B
| Место | Спортсмены                                                   | НОК        | Время    | Отставание | Примечание |
| ----- | ------------------------------------------------------------ | ---------- | -------- | ---------- | ---------- |
| 1     | Сюзанне Схюлтинг Сельма Паутсма Шинки Кнегт Йенс Ван т’ Ваут | Нидерланды | 2:36,966 | -          |            |
| 2     | Яна Хан Ольга Тихонова Адиль Галиахметов Денис Никиша        | Казахстан  | 2:44,148 | -7,182     |            |

#### Финал A
| Место | Спортсмены                                                         | НОК     | Время    | Отставание | Примечание |
| ----- | ------------------------------------------------------------------ | ------- | -------- | ---------- | ---------- |
| 1     | Цюй Чуньюй Фань Кэсинь У Дацзин Жэнь Цзывэй                        | Китай   | 2:37,348 | -          |            |
| 2     | Арианна Фонтана Мартина Вальчепина Пьетро Сигель Андреа Кассинелли | Италия  | 2:37,364 | -0,016     |            |
| 3     | Петра Ясапати Жофия Конья Шаоанг Лю Шандор Шаолинь Лю              | Венгрия | 2:40,900 | -3,552     |            |
|       | Флоренс Брюнелль Ким Бутен Стивен Дюбуа Жордан Пьер-Жиль           | Канада  | PEN      | -          |            |

## Итоговое положение команд
| Место | Команды          |
| ----- | ---------------- |
|       | Китай            |
|       | Италия           |
|       | Венгрия          |
| 4     | Нидерланды       |
| 5     | Казахстан        |
| 6     | Канада           |
| 7     | ОКР              |
| 8     | США              |
| 9     | Республика Корея |
| 10    | Япония           |
| 11    | Польша           |
| 12    | Франция          |